# Eddy Bembuana-Keve
Eddy Bembuana-Keve (La Louvière, 24 dicembre 1972) è un ex calciatore belga naturalizzato congolese (Repubblica Democratica del Congo), di ruolo attaccante.

## Carriera

### Club
Cresciuto nel JS MA, nella stagione 1993-1994 ha militato nel Levallois. Nel 1994 è passato al Comblain Sport. Nel 1996 si è trasferito al Verviétois, club della Derde klasse belga. In questa stagione realizza 26 reti in 28 presenze. Nel 1997 viene acquistato dal KFC Lommel, club della massima divisione belga. Milita nel Lommel fino al 1999, realizzando 7 reti in 37 presenze. Nel 1999 si è trasferito al La Louvière, club della seconda serie belga, con cui ha ottenuto l'anno successivo la promozione in Jupiler Pro League. Nel 2001 è stato acquistato dall'Avellino, club di Serie C1. Con il club irpino ha realizzato 4 reti in 24 presenze. Nella stagione 2002-2003 ha militato nel Verbroedering Geel.

### Nazionale
Ha debuttato in Nazionale il 12 febbraio 1998, in Tunisia-RD del Congo (2-1), subentrando a Jerry Tondelua al minuto 69. Ha messo a segno la sua prima rete con la maglia della Nazionale il successivo 25 febbraio, in RD del Congo-Sudafrica (1-2 dts), siglando la rete del momentaneo 1-0 nel terzo minuto del secondo tempo regolamentare. Ha partecipato, con la Nazionale, alla Coppa d'Africa 1998. Ha collezionato in totale, con la maglia della Nazionale, tre presenze e una rete.

## Statistiche

### Cronologia presenze e reti in nazionale
| Cronologia completa delle presenze e delle reti in nazionale ― RD del Congo | Cronologia completa delle presenze e delle reti in nazionale ― RD del Congo | Cronologia completa delle presenze e delle reti in nazionale ― RD del Congo | Cronologia completa delle presenze e delle reti in nazionale ― RD del Congo | Cronologia completa delle presenze e delle reti in nazionale ― RD del Congo | Cronologia completa delle presenze e delle reti in nazionale ― RD del Congo | Cronologia completa delle presenze e delle reti in nazionale ― RD del Congo | Cronologia completa delle presenze e delle reti in nazionale ― RD del Congo |
| Data                                                                        | Città                                                                       | In casa                                                                     | Risultato                                                                   | Ospiti                                                                      | Competizione                                                                | Reti                                                                        | Note                                                                        |
| --------------------------------------------------------------------------- | --------------------------------------------------------------------------- | --------------------------------------------------------------------------- | --------------------------------------------------------------------------- | --------------------------------------------------------------------------- | --------------------------------------------------------------------------- | --------------------------------------------------------------------------- | --------------------------------------------------------------------------- |
| 12-02-1998                                                                  | Ouagadougou                                                                 | Tunisia                                                                     | 2 – 1                                                                       | RD del Congo                                                                | Coppa d'Africa 1998                                                         | -                                                                           | 69’                                                                         |
| 25-02-1998                                                                  | Ouagadougou                                                                 | RD del Congo                                                                | 1 – 2 dts                                                                   | Sudafrica                                                                   | Coppa d'Africa 1998 - Semifinali                                            | 1                                                                           | 46’ 48’                                                                     |
| 27-02-1998                                                                  | Ouagadougou                                                                 | Burkina Faso                                                                | 4 – 4 (1 - 4 dtr)                                                           | RD del Congo                                                                | Coppa d'Africa 1998 - Finale 3º posto                                       | -                                                                           | 46’                                                                         |
| Totale                                                                      |                                                                             | Presenze                                                                    | 3                                                                           |                                                                             | Reti                                                                        | 1                                                                           |                                                                             |